# Canbya candida
Canbya candida là một loài thực vật có hoa trong họ Anh túc. Loài này được Parry ex A.Gray mô tả khoa học đầu tiên năm 1877.